# Lieth
Lieth est une commune allemande du Schleswig-Holstein, située dans l'arrondissement de Dithmarse (Kreis Dithmarschen), à quatre kilomètres au sud-ouest du centre-ville de Heide. Lieth fait partie de l'Amt Heider Umland (« Heide-campagne ») qui regroupe onze communes autour de Heide.

## Personnalités
- Hugo Urbahns (1890-1946), homme politique communiste allemand, est né à Lieth.